# School Camp – Fies gegen mies
School Camp – Fies gegen mies (OT: Les profs) ist eine französische Filmkomödie von Pierre-François Martin-Laval aus dem Jahr 2013. Der Film basiert auf einer Comicreihe von Pica und Erroc. Der Film hatte in Frankreich fast vier Millionen Zuschauer und war im Veröffentlichungsjahr der siebterfolgreichste Film in Frankreich.

## Handlung
Das Gymnasium Jules-Ferry hat gerade einmal eine Abiturquote von 12 % und drückt damit den Landesdurchschnitt. Der Schulinspektor verlangt eine sofortige Steigerung auf 50 %, sonst will er die Schule schließen lassen. Um dem Negativtrend zu entkommen, hat der stellvertretende Schulamtsleiter einen perfiden Plan: Statt die besten Lehrer zu verpflichten, heuert er die sieben schlechtesten Lehrer des Landes an, um durch diese paradoxe Intervention die Quote zu heben. Der Direktor misstraut dem Plan aus gutem Grund: Der stellvertretende Schulamtsleiter will nämlich aufsteigen. Bei bleibend schlechter Quote muss das Gymnasium schließen und der Schulamtsleiter muss ebenfalls gehen – und dessen Stellvertreter will das Amt selbst übernehmen. Doch der Direktor kann sich nicht wehren, ihm gedroht wird, ihn nach Guayana zu versetzen, und so bekommt er eine neue Lehrertruppe für den Abschlussjahrgang:
- Cutiro, ein fauler Mathematiklehrer
- Gladys, eine Englischlehrerin mit eher rabiaten Erziehungsmethoden
- Antoine Polochon, ein Geschichtslehrer, der nur über Napoleon redet und mehrfach durch alle Referendarsprüfungen gefallen ist
- Eric, ein untalentierter Sportlehrer
- Amina, Deutschlehrerin, eine wahre Sexbombe, die die Schüler durch ihr Äußeres so ablenkt, dass sie nicht zuhören können
- Maurice, Philosophielehrer, der nur unverständliches Zeug von sich gibt
- Albert, Chemielehrer, dessen waghalsige Experimente munter im Chaos enden

Und so scheint der Plan des Schulinspektors aufzugehen. Die dem übrigen Kollegium als „Elitetruppe“ verkauften sieben Dilettanten können weder den Stoff vermitteln, noch haben sie einen Plan vom Unterrichten. Als der Direktor nach Beschwerden der Eltern eingreift und die neuen Lehrer sabotiert, beginnt sich die Lage zu entspannen, doch der Schulinspektor erteilt den Lehrern einen Freifahrtschein. Die Schüler machen das Beste aus ihrer Lage und vermarkten ihre Lehrer im Stile einer Freakshow. Boulard, ein Schulverweigerer, der die Abschlussklasse zum dritten Mal wiederholt, findet Gefallen an dem dubiosen Unterrichtskonzept, verlangt Eintritt und plötzlich ist die Anwesenheitsquote um 120 % erfüllt. Man versucht ihm zwar einen Verweis zu erteilen, doch es gelingt ihm immer wieder, sich herauszuwinden. Doch der Lernfortschritt bleibt natürlich ernüchternd. So bestehen bei einem Probeabitur gerade einmal 3 % des Jahrgangs.
Doch dies stachelt die dilettantischen Lehrer an, insbesondere da sie vom Plan des stellv. Schulamtsleiter erfahren. Da sie jedoch über keinerlei didaktische Fähigkeiten verfügen, beschließen sie, die Abiturprüfung aus dem Bildungsministerium zu stehlen. Dies gelingt scheinbar am Rande einer Bildungsdemonstration. Als sie die vermeintliche Abiturprüfung den Schülern als Probeklausur übergeben, fällt diesen auf, dass die Lehrer aus Versehen die Abschlussprüfung für die zehnte Klasse entwendet haben. Es bleibt den Lehrern nun nichts anderes übrig, als in einer Art Lernwerkstatt den Schülern den Stoff tatsächlich zu vermitteln. Und tatsächlich: 49 % gelingt das Abitur. Doch das fehlende Prozent lässt den Schulinspektor beinahe triumphieren. Da trudelt ein Brief des Ministeriums ein, das Boulard endlich den Schulverweis erhält, so dass sein misslungenes Abitur nicht gezählt wird.
In einer Audienz beim Bildungsministerium wird den Lehrern gedankt und lukrative Stellen an anderen Schulen angeboten. Doch die Lehrer bleiben der Jules-Ferry treu. Der stellv. Schulamtsdirektor wird nach Französisch-Guayana versetzt.

## Hintergrund
Der Film basiert auf der Comicreihe Die Pauker (Les Profs), die von Pica (Pierre Tranchand) und Erroc (Gilles Core) geschaffen wurde, und zwischen 2000 und 2015 17 Bände umfasste. Das Budget betrug 12 Millionen Euro.
Der Film kam in Frankreich am 17. April 2013 in die Kinos und entwickelte sich dort zum Kassenschlager. Insgesamt 3.955.113 Besucher sahen den Film in Frankreich. Damit platzierte sich der Film auf Platz 7 der Jahrescharts, noch vor Die Tribute von Panem – Catching Fire und Fast & Furious 6. Er war damit zugleich die erfolgreichste französische Produktion des Filmjahres.
In Deutschland erlebte der Film seine DVD-Premiere am 22. September 2016.
2015 erschien die Fortsetzung Les Profs 2.
In Deutschland wurde der Film am 5. Januar 2019 erstmals bei RTL Zwei ausgestrahlt.

## Kritik
Während der Film in Frankreich sehr gut aufgenommen wurde, zündete die Filmkomödie bei den Kritikern im deutschsprachigen Raum eher nicht. Der Filmdienst bezeichnete den Film als eine „mit maßlos überzogenen Stereotypen hantierende Klamauk-Komödie, die trotz beachtlichen äußeren Aufwands kaum Humor erzeugt und in ihrer Albernheit zur Geduldsprobe wird. Auch die erprobten Darsteller stehen auf verlorenem Posten.“
Auf film-rezensionen.de schrieb Oliver Armknecht: „Eine verkannte Perle ist School Camp jedoch nicht, so richtig viel verpasst hätte man nicht, wenn der Film die Landesgrenzen nicht verlassen hätte. Anders als viele andere Kassenschlager der Grande Nation, etwa Ziemlich beste Freunde oder Monsieur Claude und seine Töchter, fällt es hier (…) schwer nachzuvollziehen, was unsere Nachbarn da eigentlich so wahnsinnig lustig fanden.“